# Piazza Verdi (Palermo)
Piazza Verdi, popolarmente nota come Piazza Massimo è una storica piazza di Palermo.
La piazza si trova all'interno del centro storico cittadino nel quartiere chiamato Seralcadio (Mandamento Monte di Pietà). La piazza venne creata nel XIX secolo, per far posto al Teatro Massimo Vittorio Emanuele, grazie all'eliminazione del rione San Giuliano (con l'omonimo convento) e la chiesa delle Stimmate, della quale rimane la toponomastica della piazza. Per far posto alla piazza venne anche eliminata la Porta Maqueda ed il tratto rimasto di cinta muraria. Oltre al famoso teatro al centro della piazza sono presenti due chioschetti in ferro, contemporanei al teatro, di stile Liberty. La piazza è delimitata su un fianco dalla via Maqueda. Prospettano sulla piazza numerosi edifici del XIX-inizi del XX secolo, come guardando il Teatro sul lato destro la villa dei marchesi De Gregorio, oggi ristorante, Palazzo Francavilla Pecoraro, ristrutturato da Ernesto Basile. Dietro al Teatro si sviluppa la piazza Massimo (nei fatti parte integrante della piazza stessa che circonda il monumento). Tra i palazzi che vi prospettano spiccano, Palazzo Dagnino e Palazzo Speciale, entrambi in stile Liberty, il secondo dei quali forse realizzato su progetti di Ernesto Basile dalla ditta Utveggio, autrice del famoso Castello Utveggio sul Monte Pellegrino di Palermo.